# Flor del Rio
Flor del Rio – jednostka osadnicza w Stanach Zjednoczonych, w stanie Teksas, w hrabstwie Starr.